# Западномаришки въглищен басейн
Западномаришкият въглищен басейн се намира в района на Димитровград и заема около 70 km2 площ. Резервите от кафяви и лигнитни въглища възлизат на 118 млн. тона.
Въгленаносните наслаги в басейна са с възраст горен олигоцен– среден миоцен. Дебелината им е около 150 m. Отделят се две въгленосни нива. Долното е с възраст горен олигоцен. Изградено е от сиви до тъмносиви или зеленикави глини, аргилити, мергели, пясъчници, глинести варовици. Въглищата са кафяви. Горното ниво е със средномиоценска възраст. То е изградено от кафяви, сиви и тъмносиви до черни глини и тъмносиви, сиви и сиво-бели пясъчници. В него има и два пласта с лигнитни въглища, които са с промишлено значение. Извличат се чрез подземен добив.